# Her Private Life
Her Private Life is een Amerikaanse dramafilm uit 1929 onder regie van Alexander Korda. Destijds werd de film in Nederland uitgebracht onder de titel Een drama uit de groote wereld. De film is wellicht zoekgeraakt.

## Verhaal
De Britse Helen is getrouwd met de onbehouwen Bruce Haden. Ze wordt verliefd op de Amerikaan Ned Thayer. Wanneer er wordt ontdekt dat Ned vals heeft gespeeld met kaarten, leidt dat tot afpersing en uiteindelijk tot een echtscheiding voor Helen. Ze gaat alleen naar de Verenigde Staten en leeft er in armoede. Ze trouwt uiteindelijk met een rijke Amerikaan, hoewel ze nog altijd verliefd is op Ned.

## Rolverdeling
| Acteur         | Personage        |
| -------------- | ---------------- |
| Billie Dove    | Helen Haden      |
| Walter Pidgeon | Ned Thayer       |
| Holmes Herbert | Rudolph Solomon  |
| Montagu Love   | Bruce Haden      |
| Thelma Todd    | Mevrouw Leslie   |
| Roland Young   | Charteris        |
| Mary Forbes    | Ladu Wildering   |
| Brandon Hurst  | Emmett Wildering |
| Zasu Pitts     | Timmins          |